# Szilárd Klempa
Szilárd Klempa (* 2. srpna 1973, Dunajská Streda) je bývalý slovenský fotbalista, obránce.

## Fotbalová kariéra
V československé a slovenské lize hrál za DAC Dunajská Streda. V československé a slovenské nejvyšší soutěži nastoupil celkem ve 40 utkáních.

## Ligová bilance
| Ročník                                   | Zápasy | Góly | Klub                |
| ---------------------------------------- | ------ | ---- | ------------------- |
| 1. československá fotbalová liga 1991/92 | 1      | 0    | DAC Dunajská Streda |
| Corgoň liga 1993/94                      | 13     | 0    | DAC Dunajská Streda |
| Corgoň liga 1994/95                      | 18     | 0    | DAC Dunajská Streda |
| Corgoň liga 1995/96                      | 8      | 0    | DAC Dunajská Streda |
| CELKEM                                   | 40     | 0    |                     |